# Wisconsin Central
Die Wisconsin Central Ltd. war eine Eisenbahngesellschaft im Norden der Vereinigten Staaten.

## Geschichte
Nachdem die Soo Line Railroad 1985 die Milwaukee Road erworben hatte, fasste sie 1986 die meisten ihrer Strecken in Wisconsin und Upper Michigan als „Lake States Transportation Division“ (LSTD) zusammen. Man hoffte, dass diese betrieblich weitgehend autark agierende Regionalgesellschaft die vergleichsweise schwach genutzten Strecken mit einer Gesamtlänge von rund 3.400 Kilometern wirtschaftlicher betreiben könnte. Nachdem sich die erwarteten Effekte jedoch nicht oder nur langsam ergaben, fiel der Entschluss, die LSTD zum Verkauf anzubieten.
Eine Gruppe von Investoren, angeführt durch die langjährigen Eisenbahnunternehmer Edward Burkhardt und Thomas Power, gründete das Unternehmen Wisconsin Central Transportation Corporation (WCTC) und erwarb darüber im Frühjahr 1987 die LSTD von der Soo Line. Zum Betrieb der Eisenbahn wurden Tochtergesellschaften gegründet: Während die WCL Railcars Inc. die Leasingverträge für die Lokomotiven und Güterwagen übernehmen sollte, wurde eine Wisconsin Central Ltd. (WC) als eigentliche Betreibergesellschaft gebildet. Die drei Gesellschaften nutzten bewusst den Namen und das von 1885 stammende Emblem der ehemaligen Wisconsin Central Railway, da ein großer Teil des übernommenen Streckennetzes einst von dieser betrieben worden war. Eine dritte Tochtergesellschaft, die Wisconsin Bridges Inc., wurde zur Übernahme der bis dato gemeinsam von der Soo Line und Canadian Pacific Railway gehaltenen Sault Ste. Marie Bridge Co. – u. a. Betreiber der Bahnbrücke in Sault Ste. Marie – eingerichtet.

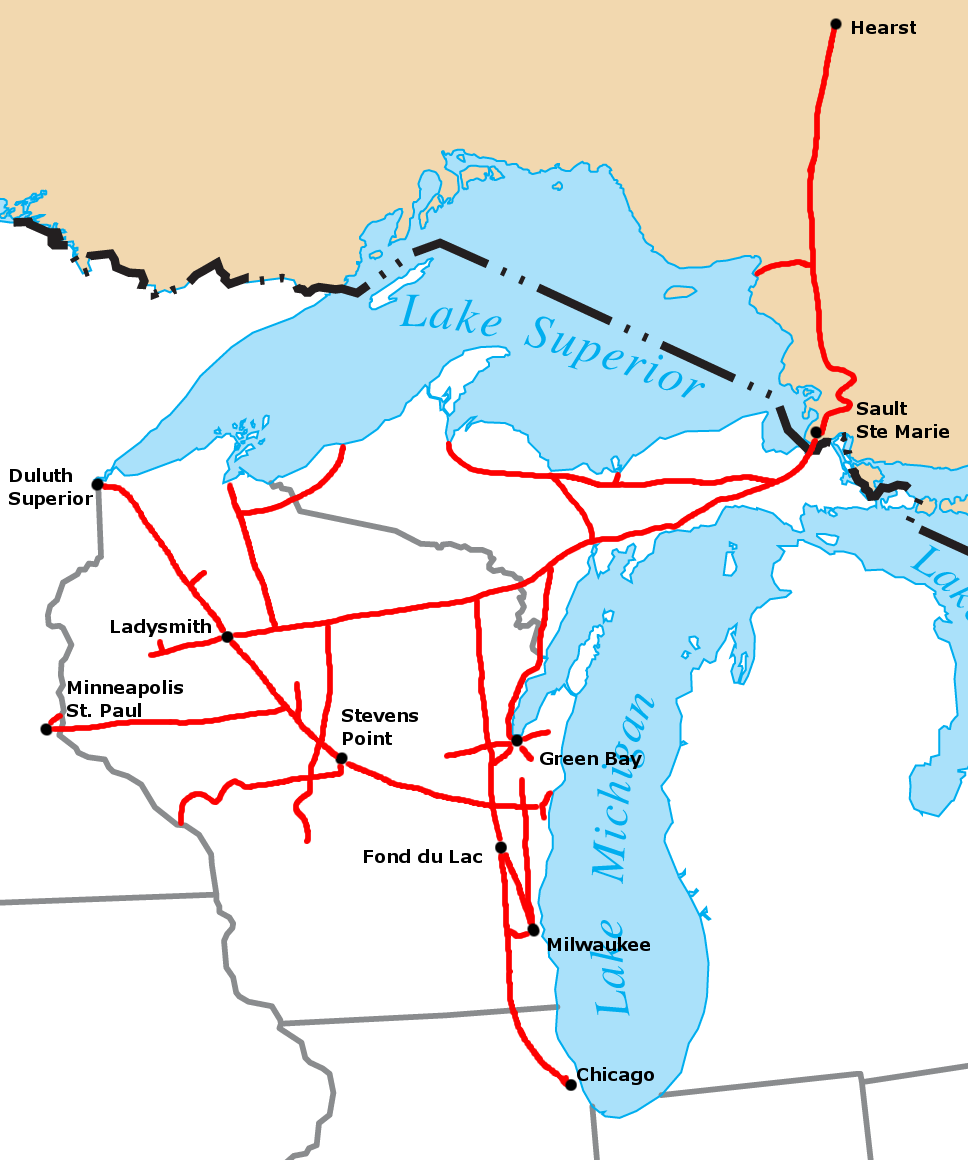
Nordamerikanisches Streckennetz der Wisconsin Central im Zustand von 1997 bis 2001

Die eigentliche Betriebsübernahme der WC fand am 11. Oktober 1987 statt. Investitionen in Fahrzeuge und Anlagen sowie eine Intensivierung der Kundenbetreuung führten zu einer verbesserten Zuverlässigkeit und Verkehrszuwächsen, so dass bereits im ersten Geschäftsjahr ein Gewinn erzielt werden konnte. In den 1990er-Jahren begann die Wisconsin Central-Gruppe durch den Erwerb anderer Bahngesellschaften zu expandieren. Das Stammnetz wuchs 1993 durch die Übernahme der Fox River Valley Railroad und der Green Bay and Western Railroad, denen 1995 die kanadische Algoma Central Railway folgte. Die größte Ausdehnung auf eine Streckenlänge von über 4.600 Kilometern erreichte das nordamerikanische WC-Streckennetz mit dem Erwerb einer ehemaligen C&NW-Strecke in Upper Michigan von der Union Pacific am 27. Januar 1997.
Zugleich war die Wisconsin Central-Gruppe auch in Übersee aktiv. WCTC war Teil eines Konsortiums, das 1993 die neuseeländische New Zealand Rail Limited erwarb und als Tranz Rail betrieb. Vier Jahre später kaufte die Gruppe Anteile der tasmanischen Bahngesellschaften TasRail und Emu Bay Railway. Im Vereinigten Königreich trat Wisconsin Central erstmals 1995 mit der Übernahme des Betreibers der Postzüge, Rail Express Systems Ltd, auf. 1996 erwarb Wisconsin Central auch die Geschäftsbereiche Trans-Rail, Mainline Freight und Load-Haul von British Rail und überführte diese zusammen mit Rail Express Systems in die neue Gesellschaft English, Welsh & Scottish Railway (EWS). EWS übernahm im folgenden Jahr zudem die früheren British Rail-Teilbereiche Railfreight Distribution und National Power, wodurch das Unternehmen zum mit Abstand größten Güterverkehrsanbieter in Großbritannien wurde.
Am 9. Oktober 2001 wurde die gesamte Wisconsin Central-Gruppe von der Canadian National Railway (CN) gekauft. Die wirtschaftlich sehr erfolgreiche Wisconsin Central, die den Verkehr auf ihrem Stammnetz seit 1987 um 300 % gesteigert hatte, war einerseits wegen ihrer eigenen Verkehre für die CN attraktiv. Zudem schloss ihre Verbindung Chicago – Duluth eine Lücke im Y-förmigen transkontinentalen Netz der CN.